# Lonek L-8 Ginette
Lonek L-8 Ginette byl čtyřmístný dolnokřídlý jednoplošník, který byl navržen a postaven Jaroslavem Lonkem v první polovině 30. let.

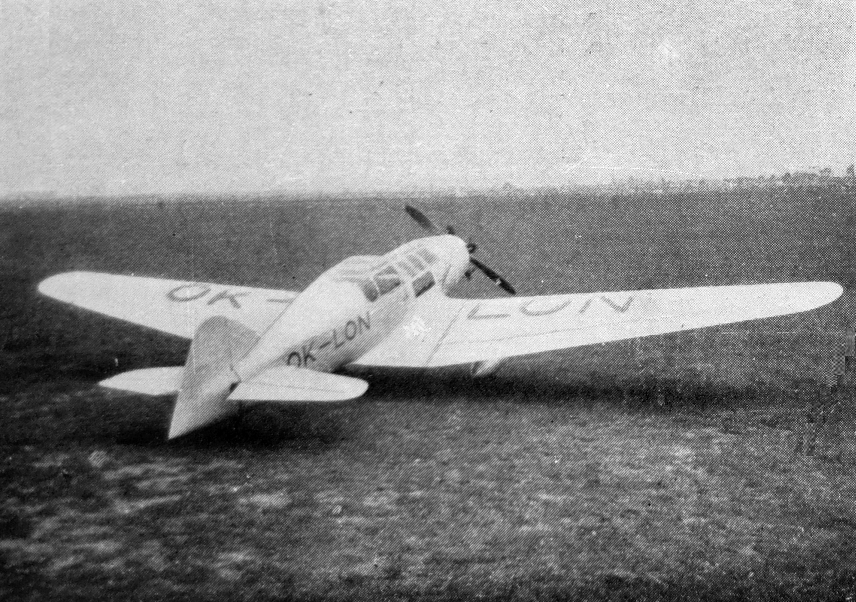
Lonek L-8 Ginette (Letec, 1.7.1935)

## Vznik a vývoj
Na konci 20. let (1929/30) byl Jaroslav Lonek jedním ze zakládajících členů Východočeského aeroklubu v Pardubicích, kde pak působil i jako instruktor a letecký konstruktér. Postavil zde několik letadel vlastní konstrukce, například L-1 Lump, L-5 a L-8 Ginette.
Příběh letounu L-8 Ginette se začal neštěstím. V říjnu 1932 se konal letecký den v Pardubicích a byl spojen s II. ročníkem Memoriálu ing. Kašpara na okruhu (3 × 50 km) Pardubice - Bohdaneč - Heřmanův Městec - Chrudim - Pardubice. Dne 9. října 1932 u Chrudimi došlo k nehodě Lonkova letadla L-5 (OK-VAF). Kvůli poruše motoru u Chrudimi havaroval (od prasklé svíčky se vznítil palivový okruh letounu, odkud se plameny rozšířily na celou přední část letadla), přičemž Lonkova snoubenka Ginette Ferron, učitelka jazyků v Pardubicích, na následky popálenin za dva dny v chrudimské nemocnici zemřela.
Na podzim 1934 bylo představeno v časopisu Letectví letadlo Lonek L-8 Ginette. Nové letadlo československé konstrukce šéfpilot Východočeského aeroklubu Lonek zkonstruoval v plné tajnosti a zalétal je počátkem září 1934.
V letech 1935–1938 byl Jaroslav Lonek šéfkonstruktérem ve zlínské letecké akciové společnosti, založené v roce 1934 a vlastněné koncernem Baťa (ZLAS, Zlínská letecká společnost, a. s., pozdější Moravan Otrokovice, současný ZLIN Aircraft). V koncepci svého letounu L-8 Ginette zpracoval projekt prvního letounu pro ZLAS, dvousedadlový dolnoplošník Zlín Z-XII. Zlín-XII poprvé vzlétl v dubnu 1935 a celkem bylo vyrobeno dvě stě jedna letadel tohoto typu.

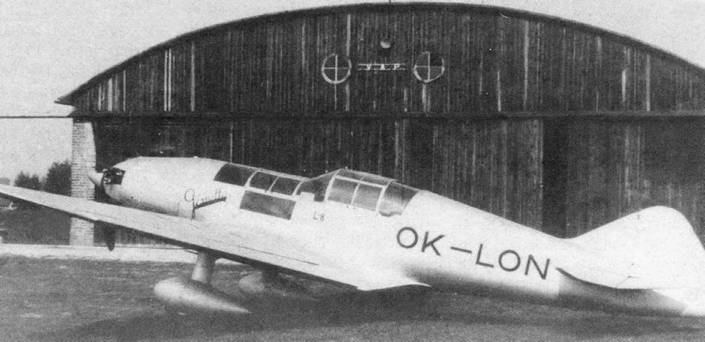
Lonek L-8 Ginette (Bulletin Walter, IV-1935)

## Popis letounu
Letadlo L-8 je samonosný dolnokřídlý jednoplošník pro tří cestující a pilota (nebo při výcviku 2 piloti a 2 cestující). Velmi dobrým aerodynamickým řešením bylo dosaženo i se slabším motorem NZ-60 poměrně velmi dobrých výsledků. Letadlo bylo v letu snadno ovladatelné a stabilní. Použití tohoto letounu bylo poměrně široké: jako malý dopravní letoun (turistický), jako sportovní a také jako cvičný letoun.
Letoun byl převážně dřevěné konstrukce. Lichoběžníkové křídlo se zaokrouhlenými konci bylo sklopné kolem dvou os. Na náběžné hraně byly sloty, na zadní hraně křídla byla dlouhá balanční křidélka, která byla ovládána pokyny pilota. Konstrukce křídla se skládala ze dvou podélníků se silným dýhovým krytem.
Trup oválného průřezu byl kryt v přední části plechem z hliníkové slitiny (dural), ostatní plochy byly potaženy dýhou. V přední části byl kruhového průřezu a v místě kabiny pilota přecházel v eliptický tvar. Kabiny pilotů a cestujících byly v tandemovém uspořádání, obě byly kryty průhledným, nehořlavým materiálem. Sedadla byla umístěna vždy vedle sebe, v přední části dvě a taktéž v zadní části. Místa pilotů byla v zadní části a obě sedadla byla vybavena zdvojeným řízením. Přístrojová deska se všemi palubními přístroji byla společná, nožní řízení pedálové. Za pilotními sedadly byl prostor pro zavazadla.
Kormidla byla ze dřeva a potažena plátnem, byla ovládána táhly a lany. Vodící plochy byly kryty dýhou. Vodorovná stabilizační plocha se ovládala a nastavovala na zemi. Podvozek byl ze dvou samonosných vzpěr (ocelových trubek), jejichž pevné části byly uchyceny do předního nosníku křídla. Posuvné části podvozkových noh byly vybaveny tlumiči se stlačeným vzduchem o zdvihu 15 cm. Vzpěry a nízkotlaké pneumatiky kol byly opatřeny aerodynamickými kryty. Brzdy kol ovládal pilot. Ostruha byla z ocelových listů.
Kryt motoru byl snadno snímatelný a umožňoval snadný přístup. Od kabiny cestujících byl motorový prostor oddělen protipožární přepážkou. Za motorem byly nádrže na palivo a na olej.  V letounu byl použit pětiválcový vzduchem chlazený Walter NZ-60, ale konstrukce dovolovala montáž i jiného motoru do 140 kg hmotnosti. Palivo bylo přiváděno do motoru ohebnými hadicemi. Nádrž benzinu byla na 60 litrů, olejová na 4–5 l. Motor byl opatřen prstencovým krytem NACA.

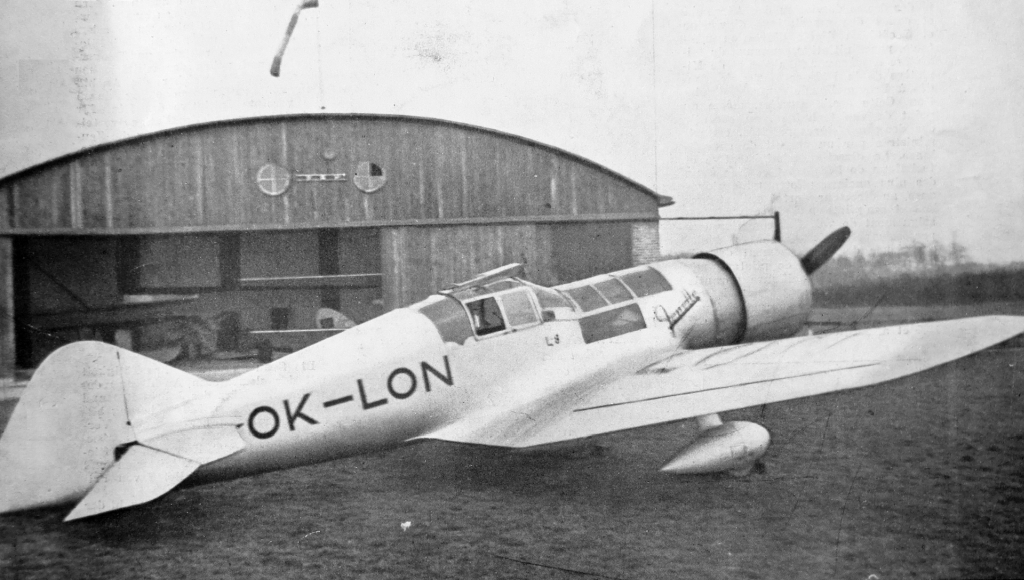
Sportovní a turistické letadlo Lonek L-8 Ginette s motorem Walter NZ-60

## Použití
Byl to čtyřmístný dolnokřídlý jednoplošník se zdvojeným řízením. To bylo umístěno před zadními sedadly. Letoun s  motorem Walter NZ-60 dosahoval maximální rychlosti 205 km/h. Tento letoun byl zapsán do leteckého rejstříku s imatrikulací OK-LON dne 13.9.1935 a vymazán byl po necelém roce 4.7.1936. Letoun byl zničen při havárii 27. května 1936 večer v polích mezi Vejprnicemi a Novou Hospodou. Při havárii zahynuli pilot-učitel Bureš a JUC. M. Fischl, členové AVS.

## Uživatelé
- Československo
  - Aeroklub Vysokoškolského Sportu (AVS), Praha - Letňany

## Specifikace

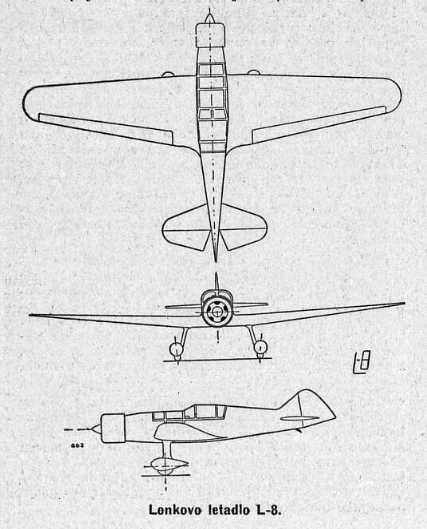
Lonek L-8 Ginette, skica (Letectví, říjen 1934)

Data podle

### Technické údaje
- Posádka: 1–2
- Kapacita: 2–3
- Rozpětí: 12,00 m
- Délka: 7,75 m
- Výška: 2,20 m
- Nosná plocha: 18,00 m2

- Pohonná jednotka: 1× pístový, hvězdicový vzduchem chlazený pětiválcový motor Walter NZ-60
  - maximální, vzletový výkon: 75 k (55 kW) při 1750 ot/min
  - jmenovitý, nominální výkon: 60 k (44 kW) při 1400 ot/min
- Vrtule: dvoulistá dřevěná s pevným nastavením

### Výkony
- Maximální rychlost: 205 km/h
- Cestovní rychlost: 168 km/h
- Délka startu:  120 m
- Délka přistání: 95 m
- Stoupavost: 370 m za 3 minuty